# Román Andrés Burruchaga
Román Andrés Burruchaga (Buenos Aires, 23 de enero de 2002) es un tenista argentino.
Burruchaga alcanzó el puesto 117° en el ranking ATP de individuales el 19 de mayo de 2025. Mientras que en dobles su mejor ranking fue el 191°, logrado el 3 de octubre de 2022.
Burruchaga ha ganado un título ATP Challenger en individuales, el Challenger de Piracicaba 2025. Mientras que en dobles, obtuvo la Copa Sevilla 2022 haciendo pareja con Facundo Díaz Acosta.
Hizo su debut en el cuadro principal de la ATP en el Córdoba Open 2024 viniendo de la clasificación, venciendo en primera ronda a Diego Schwartzman por 6-1, 4-6 y 6-4.

## Carrera

### 2022-2023: primer título Challenger de dobles y final individual
Burruchaga ganó su primer título ATP Challenger de dobles en la Copa Sevilla 2022 junto a Facundo Díaz Acosta.

### 2024: debuts en ATP, los Majors y el top 125
Hizo su debut en el cuadro principal de un torneo ATP en el Córdoba Open 2024 pasando la clasificación y registró su primera victoria ATP sobre Diego Schwartzman. Hizo su debut en el top 150 el 8 de abril de 2024 en el puesto número 149 del mundo.
En mayo, se clasificó para Roland Garros 2024, debutando en un Grand Slam. Tras su participación en la final del Abierto de Zug 2024 en julio, alcanzó el top 130 del ranking el 29 de julio de 2024 y el top 125 una semana después.

### 2025: primer título Challenger, debut en Masters y primera victoria
Burruchaga ganó su primer título individual en el Brasil Tennis Challenger, derrotando a Facundo Mena en la segunda final de Challenger más larga de la historia.
Clasificado en el puesto número 135, Burruchaga hizo su debut en el Masters 1000 de Roma en el Abierto de Italia de 2025 después de clasificar para el cuadro principal con una victoria sobre el ex jugador del top 10 Pablo Carreño Busta, y derrotó a Lorenzo Sonego registrando su primera victoria en el Masters.

## Finales Challenger e ITF

### Individuales: 7 (4-3)
| Leyenda (individuales)                |
| ------------------------------------- |
| Gira ATP Challenger (1-2)             |
| Gira mundial de tenis de la ITF (3-1) |

| Títulos por superficie |
| ---------------------- |
| Dura (0-1)             |
| Arcilla (4-2)          |
| Hierba (0-0)           |
| Alfombra (0-0)         |

| Resultado  | G–P | Fecha          | Torneo               | Nivel      | Superficie       | Adversario       | Resultado                 |
| ---------- | --- | -------------- | -------------------- | ---------- | ---------------- | ---------------- | ------------------------- |
| Campeón    | 1-0 | Agosto 2021    | M15 Gdynia, Polonia  | ITF        | Arcilla          | Filip Peliwo     | 6–7 (2–7), 7–6 (7–3), 6–1 |
| Campeón    | 2-0 | Agosto 2021    | M25 Poznan, Polonia  | ITF        | Arcilla          | Paweł Ciaś       | 5–7, 6–3, 6–2             |
| Subcampeón | 2–1 | Marzo 2022     | M15 Antalya, Turquía | ITF        | Arcilla          | Lucas Neumayer   | 4–6, 6–1, 2–6             |
| Campeón    | 3–1 | Diciembre 2022 | M25 Vacaria, Brasil  | ITF        | Arcilla (indoor) | Orlando Luz      | 0–6, 6–4, 6–0             |
| Subcampeón | 3–2 | Noviembre 2023 | Brasilia, Brasil     | Challenger | Dura             | Alejandro Tabilo | 3–6, 6–7 (6–8)            |
| Subcampeón | 3–3 | Julio 2024     | Zug, Suiza           | Challenger | Arcilla          | Jérôme Kym       | 4–6, 4–6                  |
| Campeón    | 4–3 | Enero 2025     | Piracicaba, Brasil   | Challenger | Arcilla          | Facundo Mena     | 7–6(8), 6–7(6), 7–6(4)    |

### Dobles: 7 (4-3)
| Leyenda (dobles)                      |
| ------------------------------------- |
| Gira ATP Challenger (1-1)             |
| Gira mundial de tenis de la ITF (3-2) |

| Títulos por superficie |
| ---------------------- |
| Dura (0-0)             |
| Arcilla (4-3)          |
| Hierba (0-0)           |
| Alfombra (0-0)         |

| Resultado  | G–P | Fecha           | Torneo                  | Nivel      | Superficie | Pareja               | Oponentes                                     | Resultado               |
| ---------- | --- | --------------- | ----------------------- | ---------- | ---------- | -------------------- | --------------------------------------------- | ----------------------- |
| Campeón    | 1-0 | Julio 2021      | M15 Bérgamo, Italia     | ITF        | Arcilla    | Juan Ignacio Galarza | Dalí Blanch Pedro Boscardin Dias              | 6–4, 6–3                |
| Campeón    | 2-0 | Julio 2021      | M15 Poprad, Eslovaquia  | ITF        | Arcilla    | Fermín Tenti         | Luca Castelnuovo Dominik Palan                | 6–3, 6–3                |
| Campeón    | 3-0 | Marzo 2022      | M15 Antalya, Turquía    | ITF        | Arcilla    | Félix Gill           | Sarp Ağabigün Admir Kalender                  | 6–4, 6–3                |
| Subcampeón | 3–1 | Marzo 2022      | M25 Antalya, Turquía    | ITF        | Arcilla    | Alejandro Weiss      | Sarp Ağabigün Oleksii Krutykh                 | 4–6, 6–7 (3–7)          |
| Subcampeón | 3–2 | Abril 2022      | M25Rosario, Argentina   | ITF        | Arcilla    | Juan Ignacio Galarza | Murkel Dellien Arklón Huertas del Pino        | 3–6, 5–7                |
| Campeón    | 4–2 | Septiembre 2022 | Sevilla, España         | Challenger | Arcilla    | Facundo Díaz Acosta  | Nicolás Álvarez Varona Alberto Barroso Campos | 7–5, 6–7 (8–10), [10–7] |
| Subcampeón | 4–3 | Septiembre 2022 | Buenos Aires, Argentina | Challenger | Arcilla    | Facundo Díaz Acosta  | Guido Andreozzi Guillermo Durán               | 0–6, 5–7                |

## Vida personal
Burruchaga es hijo del exfutbolista argentino y campeón de la Copa Mundial de la FIFA Jorge Burruchaga.